# Montanhas Santa Ana

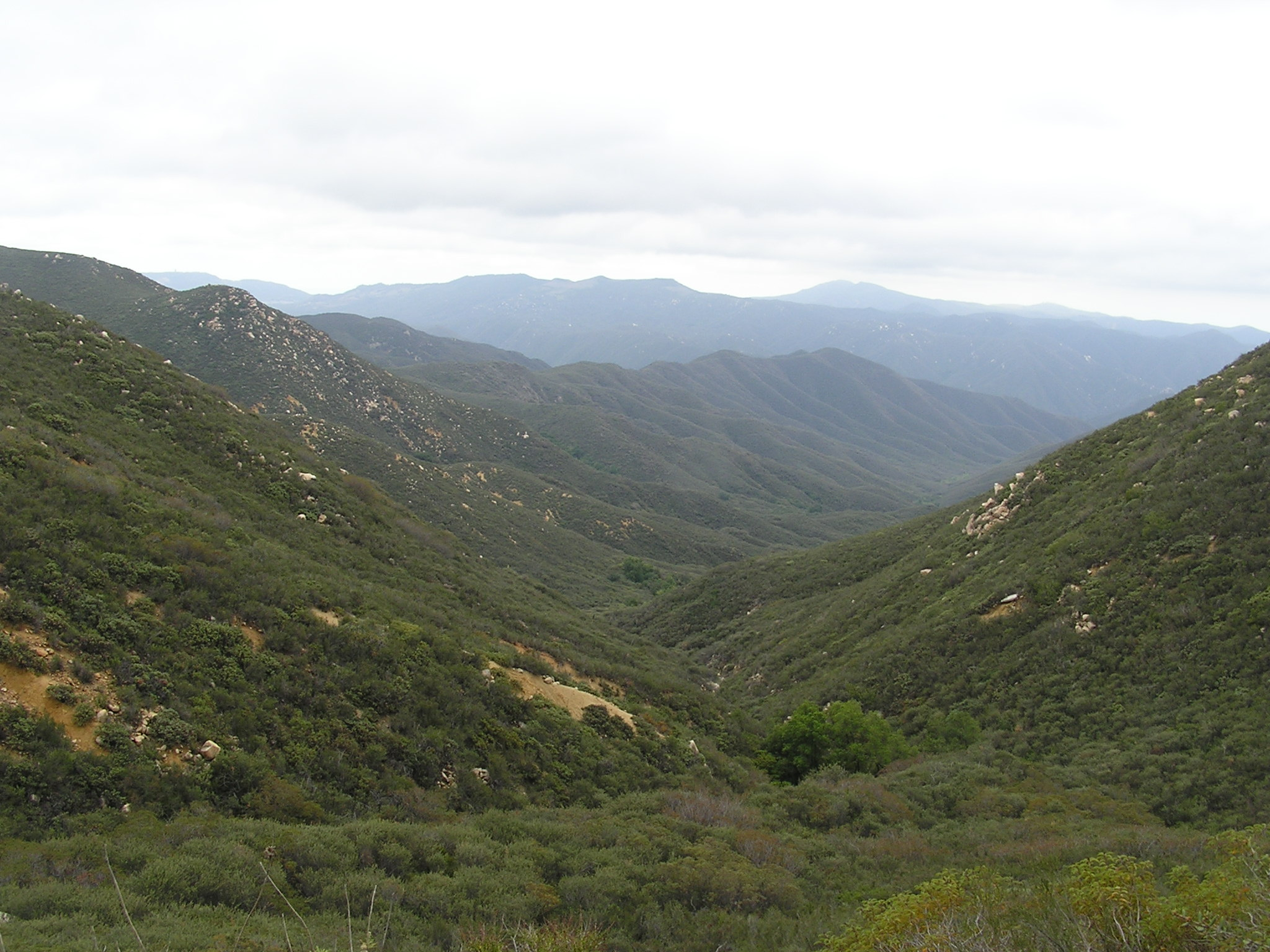
San Mateo Canyon, localizado ao sul das Montanhas Santa Ana.

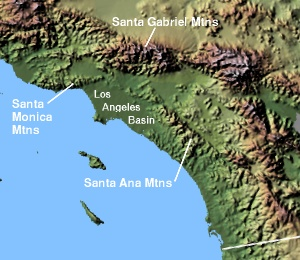
Mapa de localização das Montanhas Santa Ana.

As Montanhas Santa Ana (em inglês:  Santa Ana Mountains) são uma pequena cordilheira situada ao longo da costa sul da Califórnia, nos Estados Unidos. Abrange os condados de Orange,  Riverside e San Diego.
Seu ponto mais alto é Santiago Peak, com uma altitude de 1.733 metros.